# Jouez pour 5 fois plus
Jouez pour 5 fois plus était un jeu télévisé français diffusé sur TF1 du 17 février 2008 au 13 avril 2008 et présenté par Jean-Pierre Foucault.

## Diffusion
L'émission était diffusée tous les dimanches à 18h00.

## Principe
Le principe du jeu est de s'approcher le plus possible des résultats de sondages. Lors des phases de qualifications, deux candidats s'affrontent et doivent se rapprocher à trois reprises de la bonne réponse pour parvenir à la finale, dans laquelle le gagnant doit, aidé d'un ami et du public, trouver la bonne réponse à cinq questions, avec une marge d'erreur à chaque fois réduite (de 40 à 0 %), pour gagner « 5 fois plus » (de 1 600 à 1 000 000 €).

## Règles du jeu

### 1remanche
Deux candidats s'affrontent pour pouvoir passer à la finale et tenter le million d'euros. Pour gagner cette 1re manche, il faut avoir 3 points. Pour gagner 1 point, il faut être le plus proche du pourcentage d'un sondage transformé en question. Les candidats ont 10 secondes pour répondre. 
Exemple : Quel pourcentage de Français pensent que manger cinq fruits et légumes par jour est nécessaire pour rester en bonne santé ? La réponse est 24 %. Le 1er candidat a répondu 49 %, et le 2e a répondu 36 %. Le plus proche étant le 2e candidat, il gagne 1 point.

### Finale
Dans la finale, le candidat répond (à l'aide d'un ami ou une personne de sa famille) à un panel de 5 questions, en répondant par une marge, elle peut être de 40 % à 0 % selon la question. Le candidat peut s'arrêter à n'importe quel moment une fois la question à 1 600 € passée. Il peut aussi répondre à la question et soit gagner 5 fois plus si la réponse est comprise dans la marge, soit perdre et ne repartir qu'avec un cinquième de la somme gagnée à la question précédente.
Le candidat a tout son temps pour répondre et peut solliciter, après avoir donné une première estimation, l'aide du public et de son ami pour l'aider dans son choix. Une fois que le candidat pense que la réponse lui convient, il enclenche une manette validant la réponse.
Lors des quelques émissions diffusées, le seul candidat qui a atteint la question a 1 million d'euros est parti avec les 200 000 €.
La question était : "S'ils pouvaient le faire, combien de français se cloneraient ?".
Ils ont correctement identifié que la réponse se situait entre 11 % et 21 % pour les 200 000 €, et de justesse, puisque la réponse exacte était de 11 % !

## Gains
Les gains sont les suivants avec les marges d'erreur :
| Valeur      | Marge d'erreur |
| ----------- | -------------- |
| 1 000 000 € | Aucune         |
| 200 000 €   | 10 %           |
| 40 000 €    | 20 %           |
| 8 000 €     | 30 %           |
| 1 600 €     | 40 %           |

Les gains se multiplient au fur et à mesure par 5, d'où le titre de l'émission, "Jouez pour 5 fois plus". 
La dernière question est particulière. En effet, il s'agit de la même question que celle à 200 000 €, cependant seule la marge de 10 % comprenant la réponse est indiquée. Le candidat doit donc choisir une réponse dans ces 10 % au point près. Il peut soit partir avec 200 000 €, soit répondre : si sa réponse est exacte, il part avec un million d'euros. Dans le cas contraire, il repart avec 40 000 €.

## Version française
Ce jeu est la version française du jeu Power of 10 produit par Michael Davies, même producteur que le jeu Qui veut gagner des millions ? .

## Audimat
L'émission n'a pas convaincu le public : après une première émission à 2.7 millions de téléspectateurs, l'audience ne cesse de chuter, et ne réunit plus que 1.87 million de personnes pour 14.8 % de part de marché le 23 mars 2008. 
TF1 se fait ainsi devancer régulièrement par le magazine de M6  : 66 minutes, et le jeu à succès de France 3 Questions pour un champion. 
Par conséquent, TF1 a décidé de retirer cette émission de l'antenne. Le dernier numéro a eu lieu le 13 avril 2008, et proposera en lieu et place un second épisode de Vidéo Gag.
La version originale aux États-Unis, diffusée sur CBS, avait connu le même problème. L'audience moyenne était alors de 5,92 millions de téléspectateurs.